# Этьен де Бар
Этьен де Бар (фр. Étienne de Bar, также известный как фр. Étienne de Montbeliard; умер 29 декабря 1163) — католический церковный деятель XII века. Сын Тьерри де Монбельяра и Ирментруды Бургунской, племянник папы Калликста II. Стал епископом Меца в январе 1120 года. Одновременно стал кардиналом-дьяконом церкви Санта-Мария-ин-Космедин.